# قائمة سفراء النوايا الحسنة لمفوضية الأمم المتحدة لشؤون اللاجئين
سفراء النوايا الحسنة التابعين للمفوضية العليا للأمم المتحدة لشؤون اللاجئين هم أساسا مشاهير العالم في مختلف المجالات و يمثلون المفوضية العليا لشؤون اللاجئين، و يستخدمون شهرتهم لجذب الاهتمام و مساعدة اللاجئين في مختلف البلدان.
بالإضافة إلى أن الأمم المتحدة لها العديد من سفراء للنوايا الحسنة لبضعة منظمات أخرى.

## سفراء حسن النوايا الحاليين
- باربارا هاندريكس (مغنية)، 1987.
- عادل إمام (ممثل)، 2000.
- أنجلينا جولي (ممثلة)، 2001.
- جورجو أرماني (مصمم أزياء)، 2002.
- جوليان كليرك (مغني)، 2003.
- أوزفالدو لابورت (ممثل)، 2006.
- جورج دلاراس (مغني)، 2006.
- خسوس فازكوز (مقدم تلفزي)، 2007.
- معزز إيرسوي (مغني)، 2007.
- خالد حسيني (كاتب).2007
- كريس أكينو (مغنية)، 2011.
- محمد عساف (مغني). 2013.

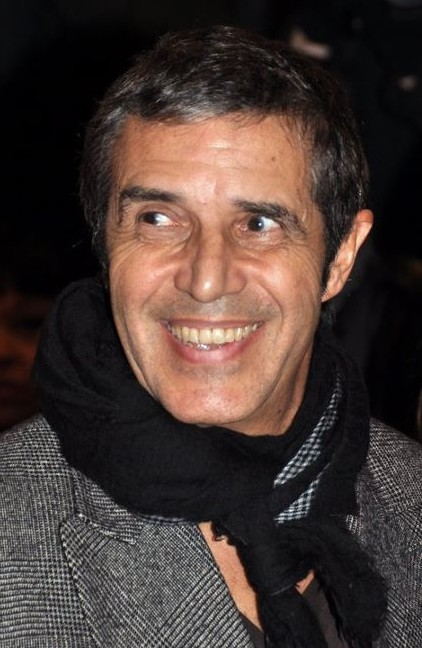

- ريما الصباح (ناشطة في العمل الخيري) .2015.
- نادية مراد (ناشطة حقوق الإنسان ). 2016.
- تشافي هيرنانديز (لاعب كرة قدم). 2018.

## سفراء حسن النوايا السابقين
- ديوردي بلاسيفيتش.
- ريتشارد برتون.
- جوستوس فرانتز.
- أودو يورغنز.
- صوفيا لورين.
- الأميرة مارتا لويس النرويج.
- لطيف يحيى.
- ريكاردو موتي.
- أريا سايونما.
- شورتسونياغار.
- جاك تومبسون.
- دريد لحام.

## مقالات ذات صلة
- سفراء النوايا الحسنة لمنظمة الأغذية و الزراعة التابعة للأمم المتحدة
- سفراء النوايا الحسنة لليونسيف
- سفراء النوايا الحسنة لليونسكو
- سفير الأمم المتحدة للنوايا الحسنة

## روابط خارجية
- قائمة سفراء النوايا الحسنة على الموقع الرسمي للمفوضية السامية لشؤون اللاجئين.